# 哈士奇樂團
哈士奇樂團（英語：Husky）是一個來自澳洲墨爾本的獨立民謠樂團。
哈士奇樂團曾贏得Triple J Unearthed競賽， 且參與过Push Over Festival的演出。 他們協助过以下樂團的演出：Devendra Banhart, Gotye, Noah and the Whale, The Shins, City & Colour, Neil Young and Crazy Horse.

## 時間表

### 2011年
成為澳洲第一個跟Sub Pop簽約的樂團。 

### 2012年
在2012年7月14日，主唱Husky Gawenda首次出現在RocKwiz節目上。

### 2013年
在2013年3月25日，哈士奇主唱Husky Gawenda在半年一次的APRA中获奖。

### 2017年
在2017年6月，哈士奇樂團發行了他们的第三張專輯"Punchbuzz"，並在10月發行短專輯"Bedroom Recordings".

## 音樂作品

### 單曲
- 《歷史之門》(History's Door) (2011年)
- 《我不回來》(I'm Not Coming Back) (2014年6月27日)

### EPs
- Bedroom Recordings (2017年10月20日)

### 專輯
- 《永恆》Forever So (2012年7月10日)
- Ruckers Hill (2014年10月17日)[5]
- PUNCHBUZZ (2017年6月2號)

## 成員介紹
|  |  |

巡迴
- Jules Pascoe (貝斯、吉他手)
- Aaron Light (鼓、和音)

前任成員
- Luke Collins
- Evan Tweedie

## 外部連結
- 官方網站（页面存档备份，存于）
- 哈士奇樂團在Sub Pop（页面存档备份，存于）
- 哈士奇樂團在Last.fm（页面存档备份，存于）
- Youtube（页面存档备份，存于）上的哈士奇樂團頻道
- 哈士奇樂團的推特帳戶（页面存档备份，存于）
- 哈士奇樂團的Instagram（页面存档备份，存于）專頁
- 哈士奇樂團在Soundcloud（页面存档备份，存于）